# Alcíone (estrella)
Alcíone, oficialment Alcyone (Eta del Taure / η Tauri) és un sistema estel·lar en la constel·lació del Taure. És l'estel més brillant del cúmul obert de les Plèiades, cúmul de jove formació i amb una edat aproximada de 100 milions d'anys. La seva magnitud aparent és de +2,85 i es troba a uns 440 anys llum de distància de la Terra.

## Voltants
Alcíone és el membre més brillant del proper cúmul obert de les Plèiades. Hi ha un nombre d'estels més febles molt propers a ella, tots probablement són també membres del mateix cúmul. El Catàleg de Components d'Estels Dobles i Múltiples enumera tres companyes: B és 24 Tau, un estel A0 de la seqüència principal amb magnitud 6.28 a 117 segons d'arc de distància; C és V647 Tau, un estel variable δ Sct; i D és una estrella F3 de la seqüència principal amb magnitud 9.15. V647 Tau varia amb magnitud de +8.25 a +8.30 en 67.8 minuts.
El Catàleg d'Estrelles Dobles Washington enumera altres quatre companyes, totes més febles que la 11ª magnitud, i també descriu la component D com la pròpia doble amb dos components gairebé igualment separades per 0,30 segons d'arc.

## Sistema estel·lar
L'estel principal, Alcíone A, consisteix en 3 components; la més brillant és un estel gegant de tipus-B. La companya més propera té una massa molt baixa i està a menys d'1 mil·lisegon d'arc de distància, amb un període orbital de poc més de quatre dies. L'altre estel és aproximadament la meitat de la massa de la geganta i estan separades 0,031 segons d'arc, similar a la distància entre el Sol i Júpiter, orbitant en aproximadament 830 dies.

## Característiques físiques
Alcíone és un estel múltiple la component principal del qual, Alcíone A, té una lluminositat 2400 vegades major que la lluminositat solar i una temperatura superficial de prop de 13.000 K. És, al mateix temps, una binària eclipsant composta per dos estels gegants de tipus espectral B separats 0,031 segons d'arc. La gran velocitat de rotació d'Alcíone A —més de 200 km/s— provoca que surti projectat gas des del seu equador, formant un disc al voltant de l'estel, sent Alcíone A una estrella Be.
Al voltant d'Alcíone A hi ha tres companyes estel·lars. Alcíone B i Alcíone C són dos estels blancs de tipus espectral A0V i magnitud 8, separats de l'estel principal 117 i 181 segons d'arc respectivament. Alcíone C és una variable Delta Scuti, la lluentor de la qual oscil·la entre magnitud +8,25 i +8,30 en un període de 1,13 hores. La tercera acompanyant, Alcíone D, és un estel de la seqüència principal de tipus F2 de magnitud +8,7 separada 191 segons d'arc de la component A.